# Eresiomera
Eresiomera là một chi bướm ngày thuộc họ Lycaenidae.